# Лайл, Роберт, 1-й барон Лайл из Ружемонта
Роберт Лайл (англ. Robert de Lisle; 20 января 1288, Кэмптон, Бедфордшир, Англия — 4 января 1344) — 1-й барон Лайл из Ружемонта с 1311 года, английский военачальник, участник войн в Шотландии.

## Биография
Роберт де Лайл родился в 1288 году в семье сэра Уорина де Лайла и Элис де Монфор, дочери сэра Петера де Монфора и Мод ле ла Мар. В 1296 году он потерял отца, а в 1310 году вступил во владение родовыми землями. Спустя три месяца король Эдуард I пожаловал ему ряд поместий, в том числе Харвуд в Йоркшире, на который претендовал ещё сэр Уорин.
Роберта неоднократно вызывали в парламент как Роберта де Инсулу (Roberto de Insula) или Роберта де л’Айла (Roberto del Isle). Это и стало началом истории баронии Лайл. В 1312 году Роберт получил право проводить ежегодную ярмарку в Шеффорде в Бедфордшире, недалеко от его поместья Кэмптон. В 1313 году он сопровождал короля Эдуарда II и королеву Изабеллу Французскую в Париж, в 1314 году сражался с шотландцами при Бэннокберне, а годом позже участвовал в зимней кампании на севере. 16 марта 1322 года Лайл сражался при Боробридже на стороне короля, в 1328 году совершил паломничество в Сантьяго-де-Компостела.
В 1336 году король Эдуард III освободил Лайла от службы из-за слабого здоровья. После смерти жены (1339 год) Роберт постригся в монахи францисканского ордена, из-за чего его земли перешли в 1342 году под опеку короны. В 1344 году лорд Лайл умер и был похоронен во францисканской церкви в Лондоне.

## Семья
Роберт де Лайл был женат на Маргарет де Бошан, дочери сэра Уолтера де Бошана и Элис де Тосни. В этом браке родились:
- Джон де Лайл (1319—1355), 2-й барон Лайл из Ружемонта
- Роберт де Лайл;
- Томас де Лайл;
- Элис де Лайл, жена сэра Томаса де Сеймура и Роберта Певерела;
- Элизабет де Лайл, жена сэра Эдмунда Певерела;
- Одри де Лайл, монахиня;
- Обри де Лайл, монахиня[6].